# Commissione Hoover
La Commissione Hoover, ufficialmente denominata Commissione sull'Organizzazione del ramo esecutivo del Governo, fu istituita dal Presidente Truman nel 1947 per raccomandare cambiamenti amministrativi nel Governo federale. La denominazione abbreviata deriva dal nome dell'ex Presidente Herbert Hoover, che fu incaricato da Truman di presiederla.
Truman usò il Reorganization Act del 1949 per implementare le raccomandazioni della Commissione Hoover. I piani di Riorganizzazione realizzati in base a quella legge avrebbero potuto essere annullati da una risoluzione contraria votata da entrambe le Camere del Congresso entro 60 giorni dalla data di approvazione. Gran parte del programma delle commissioni fu infine approvata, ma undici dei 41 piani istituiti da Truman per realizzare la riorganizzazione furono annullati dal Congresso.

## Storia e risultati
All'inizio del 1949, la Commissione formulò le sue conclusioni e un totale di 273 raccomandazioni al Congresso in una serie di diciannove rapporti separati. La commissione terminò ufficialmente i suoi lavori il 12 giugno 1949.
Le raccomandazioni furono emesse dalla commissione per eliminare waste, frodi e inefficienze, consolidare agenzie e rafforzare il controllo della politica della Casa Bianca.
Sotto l'impeto della Commissione Hoover, la Legge di Riorganizzazione del 1949, (Public Law 109, 81st Cong., 1st sess.) fu approvata dal Congresso il 20 giugno 1949. Il Presidente Truman inviò uno speciale messaggio al Congresso dopo aver firmato la legge, con otto piani di riorganizzazione sottoposti nel 1949, 27 nel 1950, e uno ciascuno negli anni 1951 e 1952.
Molte implementazioni continuarono durante la Presidenza di Dwight D. Eisenhower, con dieci piani di riorganizzazione nel 1953, due nel 1954 e uno ciascuno nel 1957 e nel 1958, sebbene non tutti fossero collegati alla legge del 1949. Un successivo studio del 1955 concluse che 116 delle raccomandazioni furono totalmente realizzate e che altre 80 lo furono in parte o in gran parte. Nel 1953, Eisenhower creò il Dipartimento della salute e dei servizi umani secondo il Piano di Riorganizzazione No. 1.
Le riforme dei problemi dei veterani, raccomandate dalla commissione, non furono realizzate a causa delle pressioni contrarie da parte della Legione Americana, un influente gruppo lobbistico di veterani.

## Seconda Commissione Hoover
Una Seconda Commissione Hoover fu istituita dal Congresso nel 1953, sotto la Presidenza Dwight D. Eisenhower. Anch'essa fu presieduta da Hoover (che allora aveva quasi 80 anni di età). La seconda commissione sottopose il suo rapporto finale al Congresso nel giugno 1955.